# Težačka staza Gornji Dolac – Gata
Težačka staza Gornji Dolac – Gata, cestovni infrastrukturni objekt pučke arhitekture koji se proteže od Gornjeg Doca ka Gatima. Objekt je zaštićeno kulturno dobro.
Građena je u 18. stoljeću.
Pod oznakom P-5641 zavedena je kao nepokretno kulturno dobro - pojedinačno, pravna statusa preventivno zaštićena kulturnog dobra, klasificirano kao "ostalo".